# غريغوري غالواي
غريغوري غالواي (بالإنجليزية: Gregory Galloway)‏ (1950)؛ روائي أمريكي.